# Ôr de Scété
Ôr de Scété († vers 390), moine au désert de Scété en Égypte, est un saint célébré le 7 août par l'Église orthodoxe.